# Château-Garnier
Château-Garnier är en kommun i departementet Vienne i regionen Nouvelle-Aquitaine i västra Frankrike. Kommunen ligger i kantonen Gençay som tillhör arrondissementet Montmorillon. År 2022 hade Château-Garnier 601 invånare.

## Befolkningsutveckling
Antalet invånare i kommunen Château-Garnier
| Referens: INSEE |